# Horst Baier (Soziologe)
Horst Baier (* 26. März 1933 in Brünn, Tschechoslowakei; † 2. Dezember 2017 in Konstanz) war ein deutscher Mediziner und Soziologe, zuletzt Ordinarius für Soziologie an der Universität Konstanz.

## Leben
Horst Baier studierte zunächst Medizin in Erlangen, Berlin und München. Er wurde 1953 Mitglied der Burschenschaft Germania Erlangen, aus der er später mit einigen Bundesbrüdern austrat, um die kurzlebige Sieglitzhofer Germania zu gründen. 1986 wurde er Mitglied der Burschenschaft Rheno-Alemannia Konstanz.
1959 wurde er an der Universität Erlangen zum Dr. med. promoviert. Er war anschließend Mitarbeiter von Helmut Schelsky an der Sozialforschungsstelle an der Universität Münster in Dortmund. 1969 habilitierte er sich im Fach Soziologie an der Westfälischen Wilhelms-Universität Münster mit einer Studie über Max Weber.
Horst Baier war zunächst Professor für Soziologie und Sozialpädagogik an der Pädagogischen Hochschule Münster. 1970 erhielt er einen Ruf auf den Lehrstuhl von Theodor W. Adorno als Ordinarius für Soziologie und Philosophie an die Johann Wolfgang Goethe-Universität Frankfurt am Main, 1975 wechselte er auf den Lehrstuhl für Soziologie an die Universität Konstanz. Zu seinen wissenschaftlichen Mitarbeitern zählten Maurizio Bach, Michael Bäuerle, Michael Ebertz, Weyma Lübbe, Bernhard Mann, Claus Offermann und Paul Ridder. 1998 wurde er emeritiert.

## Wirken
Horst Baier stand in der Tradition von Hans Freyer und Helmut Schelsky. Seine  Forschungsschwerpunkte waren medizinsoziologische und sozialpolitische Themen, insbesondere der Verwaltungs- und Krankenhausökonomik und der Sozial- und Gesundheitsverwaltung wie wissenssoziologische und sozialphilosophische Themen.
Horst Baier war langjähriger Mitherausgeber der wissenschaftlichen Zeitschrift Mensch-Medizin-Gesellschaft, erschienen im Enke-Verlag Stuttgart, und er war – zusammen mit Erhard Roy Wiehn – Herausgeber der Konstanzer Schriften zur Sozialwissenschaft sowie der Soziologischen Gegenwartsfragen.

## Schriften (Auswahl)

### Monographien
- Studenten in Opposition. Bertelsmann, Gütersloh 1968.
- Studenten in Opposition. Beiträge zur Soziologie der deutschen Hochschule. Bertelsmann, Gütersloh 1982.
- mit Jost Bauch, Gerd Hörnemann, Paul Swertz: Gesundheit im Sozialstaat. Beiträge zum Verhältnis von Gesundheit und Politik. Hartung-Gorre, 1996.
- Ehrlichkeit im Sozialstaat. Edition Interfrom 1997.
- Gesundheit als Lebensqualität. Edition Interfrom 1997.
- Vom bewaffneten zum ewigen Frieden? Universitäts-Verlag, Konstanz 1998.
- Europa der Bürger. Vom Nationalstaat zur Wohlfahrtsgesellschaft. Fromm, 1999.
- Soziologie als Aufklärung, oder die Vertreibung der Transzendenz aus der Gesellschaft. Universitäts-Verlag, Konstanz 2000.
- Schmutz. Über Fäkalien und andere Abfälle in der Zivilisation Europas. Universitäts-Verlag, Konstanz 2002.
- (mit Dorothea Jars) Gefügte Worte, geschaute Bilder, gehörte Klänge. Hartung-Gorre, 2005.
- Frauenreigen. Novellen über Liebe, Tanz und Tod. Hartung-Gorre, 2008.
- Lebensstationen unter der Forderung des Tages. Autobiographie. Hartung-Gorre, 2011.

### Herausgaben
- Freiheit und Sachzwang. Beiträge zu Ehren Helmut Schelskys. Westdeutscher Verlag 1977.
- mit Hans Mathias Kepplinger, Kurt Reumann, Elisabeth Noelle-Neumann: Öffentliche Meinung und sozialer Wandel. Public Opinion and Social Change. Festschrift für Elisabeth Noelle-Neumann. Westdeutscher Verlag, Opladen 1981.
- mit Hans Mathias Kepplinger, Kurt Reumann, Elisabeth Noelle-Neumann: Öffentliche Meinung und sozialer Wandel. Mit Beiträgen in englischer Sprache. VS, 1982, ISBN 3-531-11533-2.
- mit Mario Rainer Lepsius, Wolfgang J. Mommsen: Max-Weber-Gesamtausgabe. 41 Bände. Mohr-Siebeck, Tübingen 1984 ff.
- Helmut Schelsky, ein Soziologe in der Bundesrepublik. Eine Gedächtnisschrift von Freunden, Kollegen und Schülern. Enke, Stuttgart 1986.
- Arzneimittel im sozialen Wandel. Springer, 1988.
- mit Bernhard Schäfers, Justin Stagl, u. a.: Kultur und Religion, Institutionen und Charisma im Zivilisationsprozess. Festschrift für Wolfgang Lipp. Hartung-Gorre, 2005.